# Living Sacrifice
Living Sacrifice é uma banda de metal formada no ano de 1989 em Little Rock, Arkansas, EUA. No início, a banda tocava thrash metal, migrando depois para death metal (o segundo e o terceiro álbum). Posteriormente mudaram seu estilo para um groove metal/melodic death metal com influências de metalcore e são considerados umas da mais influentes bandas de metal cristão.
A banda já lançou sete álbuns de estúdio, dos quais os três primeiros foram registrados no REX Records com seu vocalista original Darren Johnson como um estilo mais thrash e death metal. A banda evoluiu para um estilo metalcore com Reborn (1997) sob Solid State Records com o guitarrista original Bruce Fitzhugh nos vocais. No som que se tornou semelhante, mas ainda distinto do Sepultura, enquanto outros fizeram comparações com Meshuggah. Em 2003, o grupo se separou, e mais tarde o seu rótulo, Solidstate, lançou o seu álbum best-of, In Memoriam (2005). Em 2008, Living Sacrifice reformado e lançou um digital de duas músicas apenas single chamado "Death Machine". Eles, então, começou a trabalhar em The Infinite Order, que foi lançado em 26 de janeiro de 2010.

## Início
Living Sacrifice foi uma das primeiras bandas de death metal cristão. A banda, cujo nome é derivado de Romanos 12:1, foi formada em 1989 por Darren "DJ" Johnson (baixo e voz), Bruce Fitzhugh (guitarra) e Lance Garvin (bateria). Posteriormente Jason Truby juntou-se na guitarra. Gravaram uma demo, Not Yielding to Ungodly, que caiu nas mãos de Kurt Bachman e Joey Daub do banda Believer, que contratou a banda para REX Records.

## 1990
Em 1991, Living Sacrifice lançou seu prime iro trabalho auto-intitulado, REX Records. O álbum recebeu comparação com grupos de metal da época, especialmente Slayer. Em 1992, Living Sacrifice lançou seu segundo álbum, Nonexistent. Neste álbum, Living Sacrifice mudou de thrash metal de baixo afinado para Death Metal, e DJ começou a experimentar com um grunhido de morte em sua abordagem vocal. Os membros disseram que ficaram decepcionados com a experiência de fazer este álbum e que o produtor era o culpado.  Em 1994, a banda lançou seu terceiro álbum, Inhabit, que é considerado por alguns como o mais pesado de todos os álbuns do Living Sacrifice. Em Inhabit, DJ voltou para uma abordagem mais orientada thrash vocal, mais profundo e mais baixa em tom de sua voz na estreia da banda. Após esta gravação a R.E.X. Records faliu, e Living Sacrifice assinou com a Solid State Records que procuram ampliar sua audiência. Depois disto, D.J. deixou a banda e Bruce assumiu os vocais. O irmão de Jason, Chris, também se juntou no baixo. Com esta nova formação, Living Sacrifice gravada Reborn, sua estreia na Solid State foi em 1997. A banda começou a tocar uma mistura de groove metal e metalcore. Reborn é considerada a mais influente de todos os álbuns do Living Sacrifice e rendeu-lhes uma maior base de fãs não-cristão. Após este registro, Chris e Jason deixou a banda e Jay Stacy preenchido no baixo, mas mais tarde foi substituído por Arthur Green, ex-Eso-Charis. Cory Brandan tocou guitarra para uma turnê pela Noruega e Suécia, mas foi então substituído por Rocky Gray (que viria a tocar bateria com Evanescence e We Are The Fallen e guitarra em Soul Embraced.)  No final de 1999, Matt Putman juntou Living Sacrifice como percussionista.

## 2000
Em 2000, Living Sacrifice gravou seu quinto álbum, The Hammering Process, com um som mais rítmico, mais orientada para groove metal. Bruce também cantou em uma música do Evanescence, "Lies". Em 2001, A Tribute to Living Sacrifice foi lançado. O álbum contém covers de músicas do Living Sacrifice por bandas de metal e outros ex-membros e uma música Living Sacrifice de um álbum de divisão chamado Metamorphosis, lançado em 1993. Em 2002, Living Sacrifice entrou em estúdio novamente, resultando no álbum Conceived In Fire. Em 2003, Living Sacrifice cancelou o resto de suas apresentações e anunciou o término da banda. Cada um dos membros da banda tiveram outras tarefas que tinham que ser comprometidos e sentiu que era hora de seguir em frente. Em março de 2005, In Memoriam foi lançado pela Solid State Records. É "melhor" de um álbum, contendo três músicas "recém-escritas e gravadas por Lance Garvin, Rocky Gray e Bruce Fitzhugh", duas canções de cada álbum Living Sacrifice, além de "Enthroned", nova versão de uma canção originalmente lançada no 1992 para o Nonexistent. As três novas músicas estão "In Christ", "Killers" e "Power of god". Em 2007, Bruce Fitzhugh foi destaque na música "Sixteen", em Storm the Gates of Hell do Demon Hunter do quarto álbum The Gates Of Hell. Em 4 de fevereiro de 2008, uma recém-criada página oficial no MySpace foi atualizado para anunciar a volta da banda. Eles também anunciaram seu apoio ao Demon Hunter no "Stronger Than Hell" tour de 26 de maio e 5 de julho de 2008. Em 10 de junho de 2008, Living Sacrifice lançou uma demo duas músicas on-line, chamada "Death Machine". No mesmo dia, em Dallas, Texas data do "Stronger Than Hell Tour", Bruce Fitzhugh anunciou que a banda está trabalhando em um novo CD que eles esperavam para liberar em 2009. O lançamento do álbum foi adiado por Solidstate e, finalmente, saiu em 26 de janeiro de 2010. Um vídeo da música para o seu primeiro single off "The Infinite Order", "Rules of Engagement" foi ao ar 22 de dezembro.

## 2010
O último álbum de estúdio da banda, o sétimo, "The Infinite Order", foi lançado 26 de janeiro de 2010 via Solid State Records. O lançamento foi seguido por uma turnê em fevereiro, com o apoio da War of Ages, Shai Hulud, LionHeart, e The Great Commission. Devido a algumas circunstâncias, o guitarrista Rocky Gray não foi capaz de realizar as datas da turnê e foi substituído por um amigo da banda. No entanto, Rocky Gray atualmente continua a ser um membro permanente da banda Living Sacrifice. Noticiaram pela Solid State a "A Very Metal Christmas Tour" com o apoio das bandas Becoming the Archtype, The Famine, To Speak of Wolves, and As They Sleep em dezembro de 2010. Em 19 de março de 2011, Living Sacrifice anunciou no Facebook que estavam em Little Rock escrevendo algumas músicas novas.

## Formação
- Bruce Fitzhugh - Vocais, guitarra (1989-2003 & 2005)
- Rocky Gray - Guitarra (1999-2003 & 2005)
- Arthur Green - Baixo (1999-2003)
- Matt Putman - Percussão (1999-2003)
- Lance Garvin - Bateria (1989-2003 & 2005)
- D.J. - Vocals, Baixo (1989-1995)
- Jason Truby - Guitarra (1989-1998)
- Cory Putman - Vocais, Guitarra (Participações, em 1998 & 2003)
- Chris Truby - Baixo (1995-1998)
- Jay Stacy - Baixo (1998-1999)

## Discografia

### Álbuns de estúdio
- Living Sacrifice - (1991)
- Nonexistent - (1992)
- Inhabit - (1994)
- Reborn - (1997)
- The Hammering Process - (2000)
- Conceived in Fire - (2002)
- The Infinite Order - (2010)
- Ghost Thief - (2013)

### Compilações
- In Memoriam - (2005)

### EPs
- Death Machine - (2008)